# John Galt (scrittore)
John Galt (Irvine, 2 maggio 1779 – Greenock, 11 aprile 1839) è stato uno scrittore scozzese.
Fu autore di pittoreschi romanzi di vita scozzese, incentrati sulla trasformazione della rimpianta società rurale in società industriale: Annali della parrocchia (Annals of the Parish, 1821), Gli ereditieri dell'Ayrshire (The Ayrshire Legatees, 1821), Il lascito (The Entail, 1823).
È uno dei numerosi scrittori che sono rivendicati come autore del Canadian Boat-Song.

## Opere
- Cursory Reflections on Political and Commercial Topics (1812)
- The Life and Administration of Cardinal Wolsey (1812)
- The Tragedies of Maddelen, Agamemnon, Lady Macbeth, Antonia and Clytemnestra (1812)
- Voyages and Travels (1812)
- Letters from the Levant (1813)
- The Life and Studies of Benjamin West (1816)
- The Majolo (2 volumi) (1816)
- The Appeal (1818)
- The Wandering Jew (1820)
- The Earthquake (3 volumi) (1820)
- Glenfell (1820)
- The Life, Studies and Works of Benjamin West (1820)
- Annals of the Parish (1821)
- The Ayrshire Legatees (1821)
- Sir Andrew Wylie (3 volumi) (1822)
- The Provost (1822)
- The Steam-Boat (1822)
- The Entail (3 volumi) (1823)
- The Gathering of the West (1823)
- Ringan Gilhaize (3 volumi) (1823)
- The Spaewife (3 volumi) (1823)
- The Bachelor's Wife (1824)
- Rothelan (3 volumi) (1824)
- The Omen (1825)
- The Last of the Lairds (1826)
- Lawrie Todd (1830)
- The Life of Lord Byron (1830)
- Southennan (3 volumi) (1830)
- Bogle Corbet or The Emigrants (3 volumi) (1831)
- The Lives of the Players (1831)
- The Member (1832)
- The Radical (1832)
- Stanley Buxton (3 volumi) (1832)
- Autobiography (2 volumi) (1833)
- Eben Erskine or The Traveller (3 volumi) (1833)
- The Ouranoulagos or The Celestial Volume (1833)
- Poems (1833)
- The Stolen Child (1833)
- Stories of the Study (3 volumi) (1833)
- Literary Life and Miscellanies (3 volumi) (1834)
- A Contribution to the Greenock Calamity Fund (1834)
- Efforts by an Invalid (1835)
- The Demon of Destiny and Other Poems (1839)